# Parafia św. Marii Magdaleny w Starym Oleśnie
Parafia św. Marii Magdaleny w Starym Olesnie – polska rzymskokatolicka parafia, należąca do dekanatu Olesno w diecezji opolskiej.

## Historia parafii
Parafia w Starym Oleśnie została erygowana w 1911 roku, swym zasięgiem objęła wsie Stare Olesno, Ciarkę i Gronowice, wydzielone z parafii Olesno. Pierwszym proboszczem został ksiądz Franciszek Marks, który został zamordowany w 1921 roku.
Obecnie proboszczem parafii jest ksiądz Grzegorz Juszczyszyn, plebania znajduje się w Starym Oleśnie przy ulicy Kluczborskiej.

## Liczebność i obszar parafii
Parafię zamieszkuje 1250 mieszkańców, z czego w Starym Oleśnie 531 mieszkańców, w Gronowicach 551 mieszkańców a w Ciarce 168 mieszkańców.
Obecnie do parafii w Starym Oleśnie należą:
- św. Marii Magdaleny w Starym Oleśnie (kościół parafialny wybudowany w 1680 roku),
- św. Idziego w Gronowicach (kościół filialny wybudowany w 1997 roku),
- św. Piotra i Pawła w Ciarce (kościół filialny wybudowany w 1986 roku)[1].

## Duszpasterze

### Proboszczowie po 1945 roku
- ksiądz Jerzy Pollak,
- ksiądz Zbigniew Krukowski,
- ksiądz Leon Topisz,
- ksiądz Jerzy Pielka,
- ksiądz Zygmunt Stanula,
- ksiądz Zygmunt Wąchała,
- ksiądz Piotr Kus,
- ksiądz Grzegorz Juszczyszyn.